# Датаферн
Датаферн (др.-перс. *Dāta-farnah-, дословно — «тот кому даны благодать и слава») — персидский аристократ IV века до н. э., участник заговоров против Дария III и Бесса, один из лидеров сопротивления македонянам в Бактрии и Согдиане.

## Биография
Датаферн был влиятельным персидским аристократом IV века до н. э., предположительно, родом из Бактрии или Согдианы. Изначально он принадлежал к свите Бесса, родственника царя Дария III и сатрапа Бактрии. Квинт Курций Руф утверждал, что Датаферн пользовался особым доверием Бесса.
В 330 году до н. э. Датаферн примкнул к заговору своего покровителя Бесса по свержению Дария III. В следующем 329 году до н. э. он уже участвовал в заговоре Спитамена против Бесса.
Арриан и Квинт Курций Руф по-разному описывают детали пленения Бесса и его выдачи Александру Македонскому. В изложении Арриана, Спитамен с Датаферном отправили гонцов к Александру с сообщением о том, что они готовы передать в его руки Бесса, если царь направит к ним хотя бы небольшой отряд. С их слов, Бесс находился у них под стражей, хоть они «еще и не надели на него цепей». Македонский царь по получении этого известия приказал своему телохранителю Птолемею во главе трёх гиппархий гетайров, всех конных дротометателей, таксиса пехоты Филоты, хилиархии гипаспистов, всех агриан и половины всех лучников, отправиться к Спитамену и Датаферну. Птолемей проделал за четыре дня путь к Наутаке, который в нормальных условиях занял бы десять дней. Там он обнаружил, что Спитамен с Датаферном не горят желанием выдавать Бесса македонянам. Тогда Птолемей окружил их лагерь и поставил ультиматум. Он пообещал персам оставить их целыми и невредимыми, если те выдадут Бесса. Спитамен с Датаферном были вынуждены подчиниться. Арриан также приводит информацию из Аристобула о том, что Спитамен и Датаферн привели и передали Птолемею нагого Бесса в ошейнике.
Квинт Курций Руф приводит несколько другую версию пленения Бесса и передачи его Александру. Согласно этому историку, Спитамен привлёк на свою сторону Датаферна и Катана, после чего отправился к Бессу. Спитамен заявил самопровозглашённому царю, что узнал о кознях Датаферна и Катана, которых задержал. Бесс распорядился привести заговорщиков. Датаферна и Катана со связанными руками привели другие участники заговора. После этого Бесс был схвачен и доставлен к Александру, который наградил всех причастных к поимке самопровозглашённого царя. В этом свидетельстве античного историка, по мнению И. Г. Дройзена, нашло отображение предание, согласно которому Спитамен, Датаферн, Оксиарт и Катан непосредственно после пленения Бесса «попали в милость» к Александру и за ними были утверждены прежние владения.
По мнению историков, Спитамен с Датаферном могли просто оставить Бесса на произвол судьбы, так как опасались за собственную безопасность, а сами возглавили восстание против македонян в Бактрии и Согдиане.
Датаферн принимал участие в восстании против македонян под командованием Спитамена. После смерти последнего в 328/327 году до н. э. Датаферн был схвачен дахами и передан Александру, после чего, предположительно, казнён.

## В литературе
Датаферн является действующим лицом исторического художественного произведения об Александре Македонском «Огни на курганах» В. Яна, где представлен «старым, толстым человеком, с бритыми щеками и выкрашенной хною бородой»

### Исследования
- Дройзен И. Г. История эллинизма. История Александра Великого. — М.: Академический Проект, 2011. — 623 с. — (Технологии истории). — ISBN 978-5-8291-1304-9.
- Шифман И. Ш. Александр Македонский / ответственный редактор Э. Д. Фролов. — Л.: Наука, 1988. — ISBN 5-02-027233-7.
- Шофман А. С. Восточная политика Александра Македонского / Печатается по постановлению редакционно-издательского совета Казанского университета. Отв. редактор В. Д. Жигунин. — Казань: Издательство Казанского университета, 1976.
- Berve H. Das Alexanderreich auf prosopographischer Grundlage (нем.). — München: C. H. Beck`sche Verlagsbuchhandlung, 1926. — Vol. 2.
- Heckel W. Who's Who in the Age of Alexander and his Successors. From Chaironea to Ipsos (338—301 BC) (англ.). — Barnsley: Greenhill Books, 2021. — 554 p. — ISBN 978-1-78438-648-1.
- Schmitt R[англ.]. Dataphernes // Encyclopædia Iranica (англ.). — London; New York: Routledge & Kegan Paul, 1996. — Vol. VII. — P. 117. — ISBN 1-56859-028-8.
- Shayegan M. R. Prosopographical Notes: The Iranian Nobility during and after the Macedonian Conquest (англ.) // Bulletin of the Asia Institute. New Series. — 2007. — Vol. 21. — P. 97—126.